# كاري ويستون
كاري ويستون هو سياسي أمريكي، ولد في 1972. نشط حزبياً في الحزب الجمهوري.